# Jean-Claude Barták
Jean-Claude Barták (* 17. prosince 1947 Hradec Králové) je bývalý český fotbalista, záložník.

## Fotbalová kariéra
V žácích začínal ve Slavii Hradec Králové, v dorostu přestoupil do Spartaku Hradec Králové. Na vojně hrál za Duklu Písek. Po vojně se vrátil do Spartaku Hradec Králové, kde se v A-týmu potkal s hráči jako byli Jindra, Huml, Tauchen, Schmidt, Zikán, Kománek, Fišer a další. Protože nedostal mnoho příležitostí, přestoupil do VCHZ Pardubice. Z Pardubic přestoupil do Slavie Praha, kde nastupoval pravidelně. V roce 1973 se nevrátil s výpravou Slavie z utkání Interpoháru z Curychu, neboť se ve Švýcarsku setkal se svou matkou, která tehdy již žila ve Francii. Chtěla, aby s ní odjel a emigroval. V Toulonu, který hrál druhou ligu, bylo vše připravené, ale musel by rok stát. Rozhodl se vrátit do Československa. Z kádru Slavie byl přeřazen do B-týmu. Dostal nabídku z Mladé Boleslavi, kde zakotvil až do roku 1981 a dal za ni 54 gólů. Z Mladé Boleslavi přestoupil do LIAZu Mnichovo Hradiště. Z něj následně přišel zakončit svou fotbalovou kariéru do Sportovního klubu policie Mladá Boleslav (SKP MB) a nakonec si na stará kolena ještě vyzkoušel dres Ledců. Po sestupu SKP do III. třídy okresní soutěže se ještě na čas vrátil na hřiště u koupaliště, vedle kterého má svou zahrádku. Zde působil v roli hráče, hrajícího trenéra a údržbáře. S aktivní kariérou skončil až v 55 letech.

## Ligová bilance
| Ročník                                   | Zápasy | Góly | Klub              |
| ---------------------------------------- | ------ | ---- | ----------------- |
| 1. československá fotbalová liga 1968/69 | 1      | 0    | Slavia Praha      |
| 1. československá fotbalová liga 1972/73 | 14     | 2    | Slavia Praha      |
| Česká národní fotbalová liga 1978/79     | -      | -    | AŠ Mladá Boleslav |
| CELKEM 1. liga                           | 15     | 2    |                   |